# HD 150451
HD 150451，又名BD-00 3168，SAO 141310、HR 6201，是一颗恒星，视星等为6.24，位于銀經15.73，銀緯28.1，其B1900.0坐标为赤經16h 36m 2.1s，赤緯-0° 28.1′ 23″。